# José Matos
José Joaquín Matos García, beter bekend onder de voetbalnaam Matos (Utrera, 6 mei 1995), is een Spaans voetballer. De linksback komt uit de jeugdopleiding van Sevilla FC.

## Loopbaan
In maart 2013 maakte Matos zijn debuut in de Segunda División B in een wedstrijd tussen Sevilla Atlético en La Roda CF. Tussen 2013 en 2018 kwam hij 143 keer uit voor Sevilla Atlético. Met dit team promoveerde hij in 2016 naar de Segunda División A, het tweede Spaanse niveau. Matos speelde één wedstrijd voor Sevilla FC. Op 1 mei 2016 stond hij in de basis in een wedstrijd tegen RCD Espanyol in de Primera División.
In juli 2018 verliet Matos transfervrij Sevilla FC. Hij tekende een driejarig contract bij Cádiz CF, uitkomend in de Segunda División A. In seizoen 2018/19 speelde hij 21 competitiewedstrijden voor Cadiz. In de zomer van 2019 verlengde hij zijn contract tot 2022. Tegelijkertijd werd hij voor één jaar verhuurd aan FC Twente. Na afloop van de tweede competitiewedstrijd van Twente bleek Matos een ernstige knieblessure te hebben opgelopen, waardoor hij maandenlang niet in actie zal komen.